# Canine (film)
Pour les articles homonymes, voir Canine.
Pour plus de détails, voir Fiche technique et Distribution.
Canine (Κυνόδοντας, Kynódontas)  est un drame psychologique grec co-écrit et réalisé par Yórgos Lánthimos, sorti en 2009.
Il est nommé en 2010 pour l'Oscar du meilleur film en langue étrangère.

## Synopsis
Le père, la mère et leurs trois enfants vivent dans une villa isolée dans la campagne. Leur maison est bordée d'une haute clôture. Les enfants n'ont jamais franchi la clôture. Leur éducation, leurs loisirs, leurs amusements, leur ennui, leur entraînement physique se conforment au modèle imposé par les parents, en l'absence de toute empreinte du monde extérieur. Ils n'ont pas de prénom et les parents changent la signification de certains mots. Les enfants pensent que les avions qui volent au-dessus de la maison sont des jouets, les parents renforcent cette croyance en mettant ce type de jouet dans le jardin, ce qui laisse à penser que les avions tombent. Une seule personne a le droit de s'introduire chez eux : Christina, qui travaille comme agent de sécurité dans l'usine du père. C'est pour satisfaire les pulsions sexuelles du fils que le père fait venir Christina. Un jour, elle offre à l’ainée un serre-tête qui brille dans le noir en échange d'un cunnilingus.
Lors d'une session suivante, Christina propose du gel en échange de la même faveur sexuelle, mais l'ainée refuse et demande en échange deux cassettes vidéo qu'elle a trouvées dans le sac de Christina : Rocky et Les Dents de la mer. Elle regarde plus tard les vidéos en cachette et est fortement influencée par les films. Son père découvre les cassettes vidéo, il frappe alors sa fille pour la punir. Il frappe également Christina et met fin à leur partenariat. Puisque Christina ne s'occupe plus du frère, les parents laissent le fils choisir la sœur qu'il préfère pour avoir des relations sexuelles.
Selon les dires des parents, ils ne seront prêts à sortir de la propriété que lorsqu'une de leurs canines tombera. Ils ne pourront conduire la voiture, seul moyen sécurisé de rejoindre l'extérieur, que lorsque la canine aura repoussé. L’ainée se frappe la mâchoire avec un haltère et se cache dans le coffre de la voiture. Le lendemain, le père se rend à son usine avec sa voiture. L’ainée, toujours dans le coffre, n'en sort pas.

## Fiche technique
- Titre en français : Canine
- Titre original : Κυνόδοντας
- Titre en anglais : Dogtooth
- Réalisation : Yórgos Lánthimos
- Scénario : Yórgos Lánthimos et Efthýmis Filíppou
- Musique : Leandros Ntounis
- Directeur artistique : Elli Papageorgakopoulou
- Costumes : Elli Papageorgakopoulou
- Photographie : Thimios Bakatakis
- Montage : Yórgos Mavropsaridis
- Producteur : Yórgos Tsourgiannis et Iraklis Mavroidis
- Production : Boo Productions, Centre du cinéma grec, Horsefly Productions, MK2
- Pays d’origine :  Grèce
- Langue originale : grec
- Budget : 200 000 euros[1]
- Format : couleur, 35 mm
- Genre : Drame psychologique
- Durée : 96 minutes
- Dates de sortie :
  - France : 18 mai 2009 (Festival de Cannes)
  - Grèce : 11 novembre 2009 (sortie nationale)
- Classification :
  -  France : interdit aux moins de 12 ans avec avertissement[2]
  -  Royaume-Uni : interdit aux moins de 18 ans[3]

## Distribution
- Chrístos Stérgioglou : le père
- Michele Valley : la mère
- Angelikí Papoúlia : la sœur ainée
- Mary Tsóni : la sœur cadette
- Christos Passalis : le fils
- Anna Kalaitzidou : Christina

## Distinctions

### Nominations
- 2010 : Oscar du meilleur film en langue étrangère

### Récompenses
- 2009 : Prix Un certain regard au Festival de Cannes
- 2009 : Prix de la jeunesse au Festival de Cannes
- 2009 : Grand prix au Festival international du film de Stockholm